# Iñaki Peralta
Iñaki Peralta (Pamplona, 1973) és economista espanyol. És conseller delegat de Sanitas i CEO de Bupa per a Europa i Amèrica Latina.

## Carrera professional
Llicenciat en Ciències Econòmiques i Empresarials per la Universitat de Navarra, va realitzar diversos postgraus especialitzant-se en el sector econòmic sanitari. És màster per Esade en Gestió de Centres de Salut, MBA per IEDE i compta amb un postgrau de l'Escola de Negocis Wharton, en la Universitat de Pennsilvània (els EUA), el Advanced Management Program.
Des de 2021 és Conseller Delegat de Sanitas, companyia d'origen espanyol integrada en el grup internacional d'atenció mèdica Bupa (British United Provident Association).
Va arribar a l'entitat en 1997 com a director gerent de la residència Sanitas Residencial El Mirador, a Pamplona. Entre 1997 i 2006 va tenir diverses responsabilitats directives en Sanitas Majors, entre elles la direcció d'operacions. Va ser director territorial de Sanitas Assegurances en el nord-est d'Espanya entre 2006 i 2008, i director general de Sanitas Hospitals entre 2008 i 2013 sent un dels responsables de l'adquisició de diversos hospitals, la qual cosa va consolidar la xarxa d'hospitals del grup.
En 2012 es va integrar al comitè de direcció de *Bupa per a Europa i Amèrica Llatina i en 2013 va accedir a la direcció general de Sanitas Segurs, incorporant a BBVA, Banc de Sabadell i Generali, per a la provisió de serveis en les seves assegurances. En 2019 va accedir a la supervisió general de Bupa Mèxic.
És CEO de Bupa per a Europa i Amèrica Llatina, gestionant les assegurances i provisió hospitalària i dental del grup multinacional de salut Bupa a Mèxic, el Brasil, Xile, el Perú, l'Equador, Bolívia, Miami, Polònia i Turquia, a més de Sanitas a Espanya.

## Dades biogràfiques
Va passar la seva infància i adolescència a Pamplona, en el barri de Sant Joan i la Txantrea, on també vivien els seus avis. Va estudiar en el col·legi Irabia. Està casat i té tres fills. És aficionat al beisbol des dels 7 anys, havent estat també entrenador.